# Flüchtlingsaufnahmegesetz
Das Gesetz über die Zuweisung und Aufnahme ausländischer Flüchtlinge, kurz Flüchtlingsaufnahmegesetz bzw. FlüAG NW, vom 28. Februar 2003 ist ein Landesgesetz in Nordrhein-Westfalen. Die Gemeinden sind verpflichtet, ausländische Flüchtlinge aufzunehmen und unterzubringen. Die verschiedenen Gruppen werden hierbei näher definiert. Die Kostenfrage wird geregelt. Für die Aufnahme und Unterbringung sowie Versorgung stellt das Land ab 2016 jährlich Finanzmittel in Höhe von 1,81134 Milliarden Euro zur Verfügung.